# Nanaphora rufozonata
Nanaphora rufozonata is een slakkensoort uit de familie van de Triphoridae. De wetenschappelijke naam van de soort is voor het eerst geldig gepubliceerd in 1958 door Charles Francis Laseron.